# Marv Winkler
Marvin "Marv" Winkler (nacido el 18 de febrero de 1948 en Indianápolis, Indiana) es un exjugador de baloncesto estadounidense que disputó una temporada en la NBA y otra más en la ABA. Con 1,85 metros de estatura, lo hacía en la posición de base.

## Trayectoria deportiva

### Universidad
Jugó durante cuatro temporadas con los Ragin' Cajuns de la Universidad de Louisiana-Lafayette, en las que promedió 19,9 puntos, 5,5 rebotes y 4,7 asistencias por partido.

### Profesional
Fue elegido en la quincuagésima posición del Draft de la NBA de 1970 por Milwaukee Bucks, y también por los Memphis Pros en el Draft de la ABA, fichando por los primeros. Allí apenas jugó 14 minutos en toda la temporada regular, pero le bastaron para ser proclamado campeón de la NBA, tras derrotar en las Finales a los Baltimore Bullets.
Al año siguiente fichó por Indiana Pacers, que entonces jugaba en la ABA, donde tampoco contó para Slick Leonard, su entrenador, jugando 20 partidos en los que promedió 2,0 puntos por partido, en una temporada en la que los Pacers ganarían el título.
En 1972 fue traspasado a los Dallas Chaparrals a cambio de Donnie Freeman, pero fue despedido antes del comienzo de la temporada, retirándose definitivamente.

## Estadísticas de su carrera en la NBA y la ABA

### Temporada regular
| Temporada | Edad | Equipo          | Liga  | P  | TIT | MIN | TC  | TCA | %TC  | 3P  | 3PA | %3P  | TL  | TLA | %TL   | R.OF. | R.DEF. | REB | ASIS | ROB | TAP | PER | FP  | PTS |
| 1970-71   | 22   | Milwaukee Bucks | NBA   | 3  |     | 4.7 | 1.0 | 3.3 | .300 |     |     |      | 0.7 | 0.7 | 1.000 |       |        | 1.3 | 0.7  |     |     |     | 1.0 | 2.7 |
| 1971-72   | 23   | Indiana Pacers  | ABA   | 20 |     | 7.8 | 0.8 | 2.7 | .278 | 0.1 | 0.2 | .500 | 0.4 | 0.7 | .571  | 0.4   | 0.5    | 0.8 | 0.6  |     |     | 0.6 | 0.8 | 2.0 |
| Total     |      |                 | TOTAL | 23 |     | 7.3 | 0.8 | 2.8 | .281 | 0.1 | 0.2 | .500 | 0.4 | 0.7 | .625  | 0.4   | 0.5    | 0.9 | 0.6  |     |     | 0.6 | 0.8 | 2.1 |
|           |      |                 | ABA   | 20 |     | 7.8 | 0.8 | 2.7 | .278 | 0.1 | 0.2 | .500 | 0.4 | 0.7 | .571  | 0.4   | 0.5    | 0.8 | 0.6  |     |     | 0.6 | 0.8 | 2.0 |
|           |      |                 | NBA   | 3  |     | 4.7 | 1.0 | 3.3 | .300 |     |     |      | 0.7 | 0.7 | 1.000 |       |        | 1.3 | 0.7  |     |     |     | 1.0 | 2.7 |

### Playoffs
| Temporada | Edad | Equipo          | Liga | P | MIN | TCA | TC | 3PA | 3P | TLA | TL | R.OF. | REB | ASIS | ROB | TAP | PER | FP | PTS | %TC  | %3P | %FT | MIN | PTS | REB | AST |
| 1970-71   | 22   | Milwaukee Bucks | NBA  | 5 | 8   | 0   | 4  |     |    | 0   | 0  |       | 0   | 1    |     |     |     | 3  | 0   | .000 |     |     | 1.6 | 0.0 | 0.0 | 0.2 |
| Total     |      |                 | NBA  | 5 | 8   | 0   | 4  |     |    | 0   | 0  |       | 0   | 1    |     |     |     | 3  | 0   | .000 |     |     | 1.6 | 0.0 | 0.0 | 0.2 |